# Anna Baryshnikov

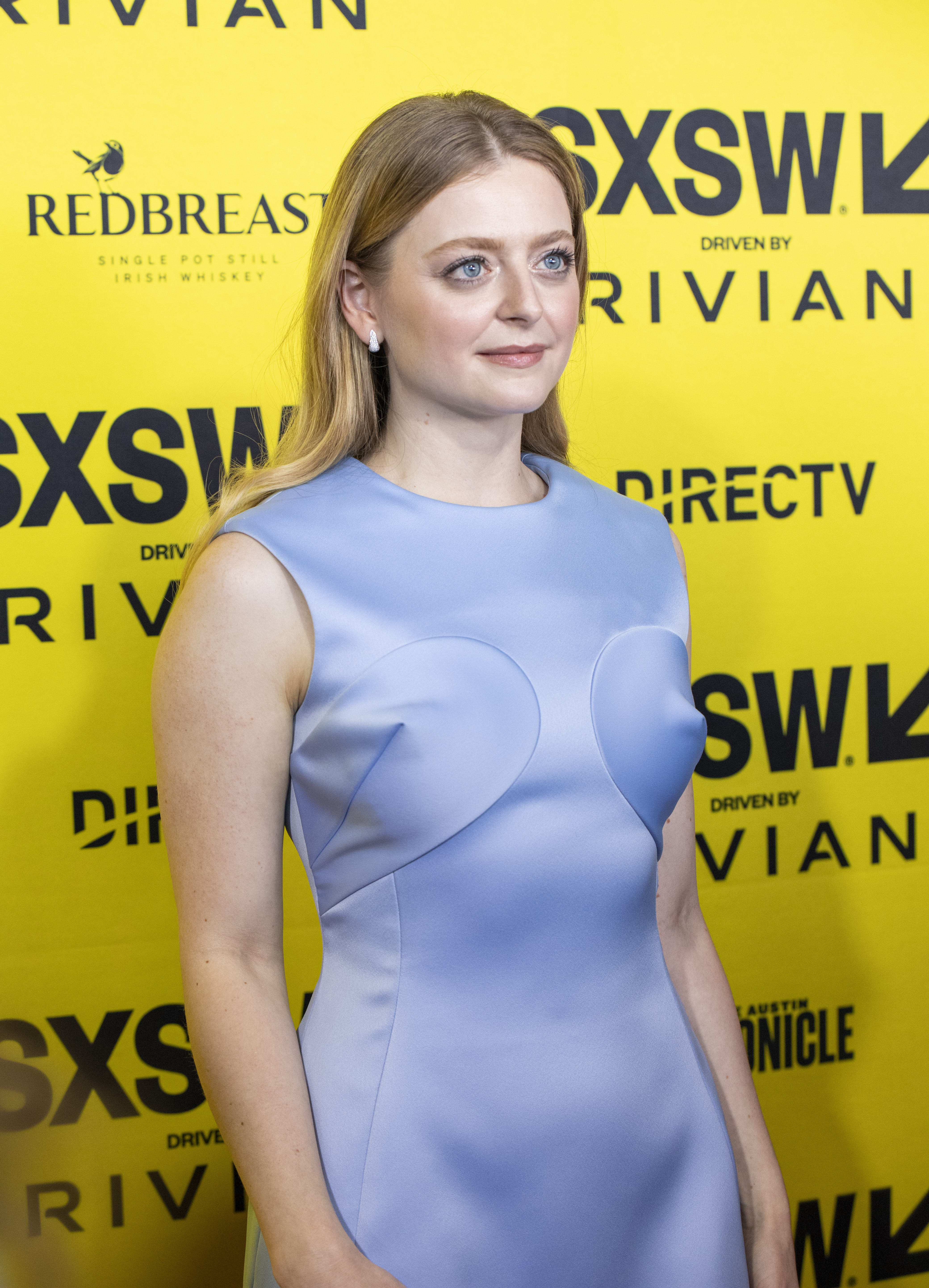
Anna Baryshnikov (2025)

Anna Katerina Baryshnikov (* 22. Mai 1992) ist eine US-amerikanische Schauspielerin.

## Leben
Anna Baryshnikov ist die Tochter des Ballett-Tänzers Mikhail Baryshnikov und der Tänzerin und Journalistin Lisa Rinehart und wuchs in Palisades im Bundesstaat New York auf. Sie hat einen älteren Bruder (* 1989) und eine jüngere Schwester (* 1994). Aus der früheren Beziehung ihres Vaters mit der Schauspielerin Jessica Lange ging ihre Halbschwester, die Tänzerin Shura Baryshnikov (* 1981), hervor.
Im Alter von sechs Jahren trat sie in einer Theater-Inszenierung von Ein Sommernachtstraum als Bohnenblüte auf. 2008 hatte sie eine Rolle im Kurzfilm The Painter. Später studierte sie Theater an der Northwestern University.
Ab dem Jahr 2015 folgten diverse Gastauftritte in Serien. Im Jahr 2016 war sie in den beiden Spielfilmen Wiener Dog von Todd Solondz und Manchester by the Sea von Kenneth Lonergan zu sehen. Von 2019 bis 2021 trat sie an der Seite von Hailee Steinfeld in der Dramedy-Serie Dickinson als Lavinia „Vinnie“ Dickinson auf. 2024 war sie im Thriller Love Lies Bleeding zu sehen.

## Filmografie (Auswahl)
- 2008: The Painter (Kurzfilm)
- 2015: Detective Laura Diamond (The Mysteries of Laura, Fernsehserie, Episode 1x13)
- 2015: Doll & Em (Fernsehserie, Episode 2x05)
- 2015: Blue Bloods – Crime Scene New York (Blue Bloods, Fernsehserie, Episode 6x04)
- 2016: I Shudder (Fernsehfilm)
- 2016: Wiener Dog (Wiener-Dog)
- 2016: Manchester by the Sea
- 2016: Good Girls Revolt (Fernsehserie, 3 Episoden)
- 2017: Superior Donuts (Fernsehserie, 13 Episoden)
- 2018: The Kindergarten Teacher
- 2019: Josie & Jack
- 2019–2021: Dickinson (Fernsehserie, 30 Episoden)
- 2021: Payback
- 2021: Prodigal Son – Der Mörder in Dir (Prodigal Son, Fernsehserie, Episode 2x05)
- 2024: Love Lies Bleeding
- 2025: Idiotka
- 2025: Our Hero, Balthazar